# 玫瑰公寓
《玫瑰公寓》為韓國流媒体平台TVING於2022年5月13日起播出的金曜連續劇，由電影《標靶》《季春奶奶》的導演創導演Chang（尹鴻承）執導，電影《當男人戀愛時》《一定要抓住》的編劇柳甲烈執筆。此剧是一部在计划重建的公寓中追查失踪姐姐的真相的神秘惊悚片，剧情讲述将贪婪隐藏在普通外表背后的可疑邻居以及他们挖掘得越多的秘密被期望提供强烈的悬念以及对现实的极度恐惧。
韩国有线电视频道OCN于2022年9月18日至10月23日重播此剧。

## 演员陣容

### 主要人物
- 林智妍 饰演 宋智娜（粵語配音：王綺婷）
- 尹均相 饰演 朴敏秀（粵語配音：簡懷甄）

### 玫瑰公寓周边人物
- 李美度 饰演 淑子，婦女會會長。[4]（粵語配音：陳雪瑩）
- 趙達煥 饰演 李佑赫，戴有電子腳鐐。[5]（粵語配音：鄧燦陽）
- 金道允 饰演 查理，留学生，在照顾患心理疾病的母亲的同时经营着一家超市。[6]（粵語配音：柯偉聰）
- 金恩锡 饰演 警卫员（粵語配音：陳力航）
- 郑爱利 饰演 查理的母亲 （粵語配音：陳凱婷）
- 宋宝恩 饰演 楼上女子，909室的住戶。[7]（粵語配音：馮詠恩）
- 宋怡雨 饰演 韩美妍（粵語配音：吳茵）
- 趙容根 飾演 樓上女子的丈夫，與其同住於909室。（粵語配音：梁皓翔）
- 金河珍、張義珍 飾演 婦女會成員。（粵語配音：何凱怡、陳凱婷）

### 智娜周边人物
- 宋智仁 饰演 宋智铉，智娜失踪的姐姐。[8]（粵語配音：石梓晴）
- 孫炳昊 饰演 宋贤植，智娜的父亲。[9]（粵語配音：羅偉亮）
- 安贞勋 饰演 宋智硕，智铉和智娜的弟弟。（粵語配音：郭湛深）
- 金正宇 饰演 东贤，药剂师、智娜的男友。[10]（粵語配音：陳漢祺）

### 龙马警察局
- 李周英 饰演 刘南英，重案二组刑警，敏秀的後輩。（粵語配音：顧詠雪）
- 李文植 饰演 崔杓昌，重案二组组长，朴敏秀的直屬上司。（粵語配音：周鑫霆）
- 鄭雄仁 饰演 张元锡，重案一组组长。[11]（粵語配音：馮瀚輝）
- 柳延锡 饰演 裴英万，重案一组刑警。（粵語配音：鄧燦陽）
- 周硕济 饰演 李警官，重案一组刑警。（粵語配音：陳力航）
- 安吉強 饰演 朴俊成，龙马警察局局长。（粵語配音：譚漢華）
- 黃賢彬 飾演 姜仁京，龍馬警署的巡警。（粵語配音：馮詠恩）
- 鍾浩 飾演 鑑證科刑警 （粵語配音：何家裕）

### 其他人物
- 高圭弼 饰演 五犯，线人黑客和有犯罪记录的罪犯，敏秀的線人。[12]（粵語配音：何家裕）
- 艾洙 饰演 郑大浩，玫瑰超市肉档的老板。[13]（粵語配音：梁皓翔）
- 金妍書  饰演 李允智，酒店服務員，智娜的同事，被馬經理性騷擾。（粵語配音：楊婉潼）
- 洪宇鎮 饰演 杨部长，智娜的上司。（粵語配音：何家裕）
- 李海宇 饰演 郭延宇（粵語配音：梁皓翔）
- 吳秀惠 飾演 憤怒的客人 （粵語配音：羅婉楓）
- 具詩妍 飾演 金詩英，酒店顧客服部組長，智娜的直屬上司。（粵語配音：黎京玫）
- 尹世雄 飾演 馬經理，智娜的上司之一，被允智指對其性騷擾。（粵語配音：陳力航）
- 全智秀 飾演 藥劑師，東賢的同事。（粵語配音：姜嘉蕾）
- 張敏珠 飾演 玫瑰超市的兼職。（粵語配音：何凱怡）
- 徐信宇 飾演 李佑赫的代表律師。（粵語配音：黃榮璋）
- 白俊烈 飾演 開鎖匠，被智娜要求對李佑赫的露營車進行解鎖。
- 李光益 飾演 貨車司機，把郵件送至玫瑰公寓。（粵語配音：郭湛深）

## 争议
2022年5月19日，制作组为第4集中流浪猫被虐待和杀害的场景道歉，该场景已被删除并重新制作。